# Batalla del Jándula

## Antecedents
Enfront la minoria àrab que controlava al-Àndalus es va formar una coalició de muladís, mossàrabs i amazics. El 852, amb la mort de l'emir Abd al-Rahman II, els toledans es van revoltar, atacant i prenent el castell de Qal'at Rabah. Capturat el governador de la ciutat, es va canviar pels ostatges toledans que hi havia a Còrdova des de la revolta de 835 dirigida per Hisham al-Atiki. La primavera del 853 Al-Hakam, germà de Muhàmmad I, va recuperar el castell de Calatrava.

## Batalla
Però a l'estiu les tropes cordoveses de Qasim ibn al-Abbas i Tammer ibn Abu al-Attaf van ser sorpresos pels rebels toledans a l'estany del Jándula patint nombroses baixes i saquejant el seu campament d'Andújar.

## Conseqüències
Els revoltats van demanar ajut a Ordoni I d'Astúries, que va enviar al seu germà Gató d'Astúries amb una nombrosa host. L'emir es va alertar i es va posar al capdavant d'un exèrcit disposat a sufocar la revolta, que fou derrotat en la batalla de Guazalete.